# Stazione di Bianco
Stazione di Bianco vasútállomás Olaszországban, Calabria régióban, Bianco településen.

## Vasútvonalak
Az állomást az alábbi vasútvonalak érintik:
- Jonica-vasútvonal

## Kapcsolódó állomások
A vasútállomáshoz az alábbi állomások vannak a legközelebb:
- Stazione di Bovalino
- Stazione di Africo Nuovo